# Konrad Bargum

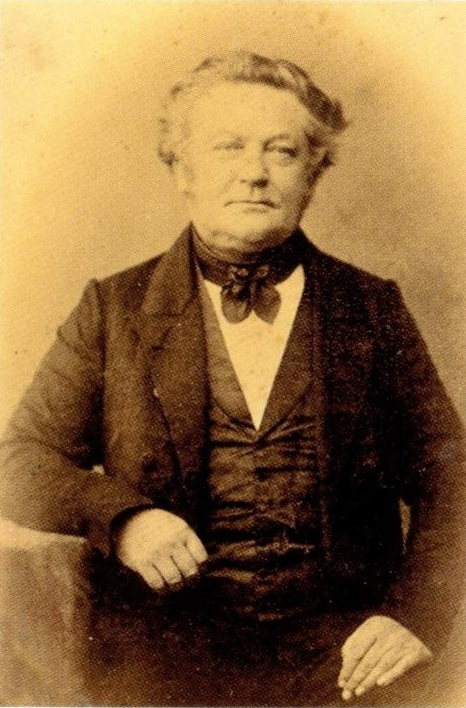
Konrad Bargum

Konrad Bargum (* 28. Mai 1802 in Leck; † 5. Juli 1866 in Schleswig) ein deutscher Jurist und Politiker in Schleswig und Holstein.

## Leben
Konrad Bargum studierte nach dem Schulabschluss ab Oktober 1823 Rechtswissenschaft an der Georg-August-Universität Göttingen und der Christian-Albrechts-Universität zu Kiel. Er wurde Mitglied des Corps Holsatia Göttingen (1820) und des Corps Holsatia Kiel (1822).
1827 schloss er das Studium mit der Staatsprüfung vor dem Obergericht Gottorf ab. Ab 1829 war er Untergerichts-Advokat und ab dem 25. Oktober 1855 Notar in Kiel. In den 1850er Jahren besaß er eine Ziegelei.

## Politik
1842 wurde er für den 11. Wahldistrikt in die Holsteinische Ständeversammlung gewählt. Er gehörte zu den führenden Liberalen in Kiel. Er spielte in der Schleswig-Holsteinischen Erhebung eine führende Rolle und vermittelte am 23. März 1848 die Bildung der  Provisorischen Regierung. April bis Juli 1848 war er Präsident der vereinigten Ständeversammlung in Rendsburg. Bei der Wahl zur konstituierenden Landesversammlung in Kiel am 26. und 27. Juli 1848 wurde er für den 32. Holsteinischen Wahlbezirk (Plön, Ascheberg) gewählt. Die konstituierende Landesversammlung konstituierte sich am 15. August 1848. Ihr stand er als Parlamentspräsident bis 1850 vor. 1853 wurde er für den 12. Wahldistrikt und 1855 für den 2. städtischen Wahldistrikt in die wieder eingerichtete Holsteinische Ständeversammlung gewählt. 1856 wählte ihn die Ständeversammlung in den  Dänischen Reichsrat.
Anfang April 1862 wurde er (wohl mit dänischer Zustimmung) Bürgermeister der Stadt Kiel. 1864 – im Jahr des  Deutsch-Dänischen Krieges – schied er aus diesem Amt aus. Er starb zwei Tage nach der Schlacht bei Königgrätz, der militärischen Vorentscheidung über die politische Zukunft von Schleswig-Holstein. Insgesamt hatte er es geschafft, trotz seiner Rolle in der Erhebung wieder politisch in den  Dänischen Gesamtstaat zurückzufinden.